# بربارا بالوس بوغنار
بربارا بالوس بوغنار (بالمجرية: Pálos-Bognár Barbara)‏ (من مواليد 7 نوفمبر 1987) هي لاعبة كرة يد مجرية لعبت في منتخب المجر لكرة اليد للسيدات.  

## الإنجازات
- البطولة الوطنية المجرية للسيدات :
  - الفائز : 2005 ، 2006
  - الميدالية الفضية : 2004 ، 2007 ، 2010 ، 2011
  - الميدالية البرونزية : 2009
- كأس المجر لكرة اليد للسيدات :
  - الفائز : 2005 ، 2006 ، 2007
  - الميدالية الفضية : 2004 ، 2009 ، 2011
- دوري أبطال أوروبا :
  - الدور قبل النهائي : 2007
- كأس أوروبا لكرة اليد للسيدات :
  - النهائي : 2004 ، 2005
- كأس أبطال الكؤوس الأوروبية لكرة اليد للسيدات :
  - النهائي : 2006

## روابط خارجية
- إحصائيات باربرا بونار المهنية في Worldhandball